# سالي فالك مور
سالي فالك مور (بالإنجليزية: Sally Falk Moore)‏ هي عالمة الإنسان ومحامية أمريكية، ولدت في 1924 في نيويورك في الولايات المتحدة.